# Maryna Linchuk

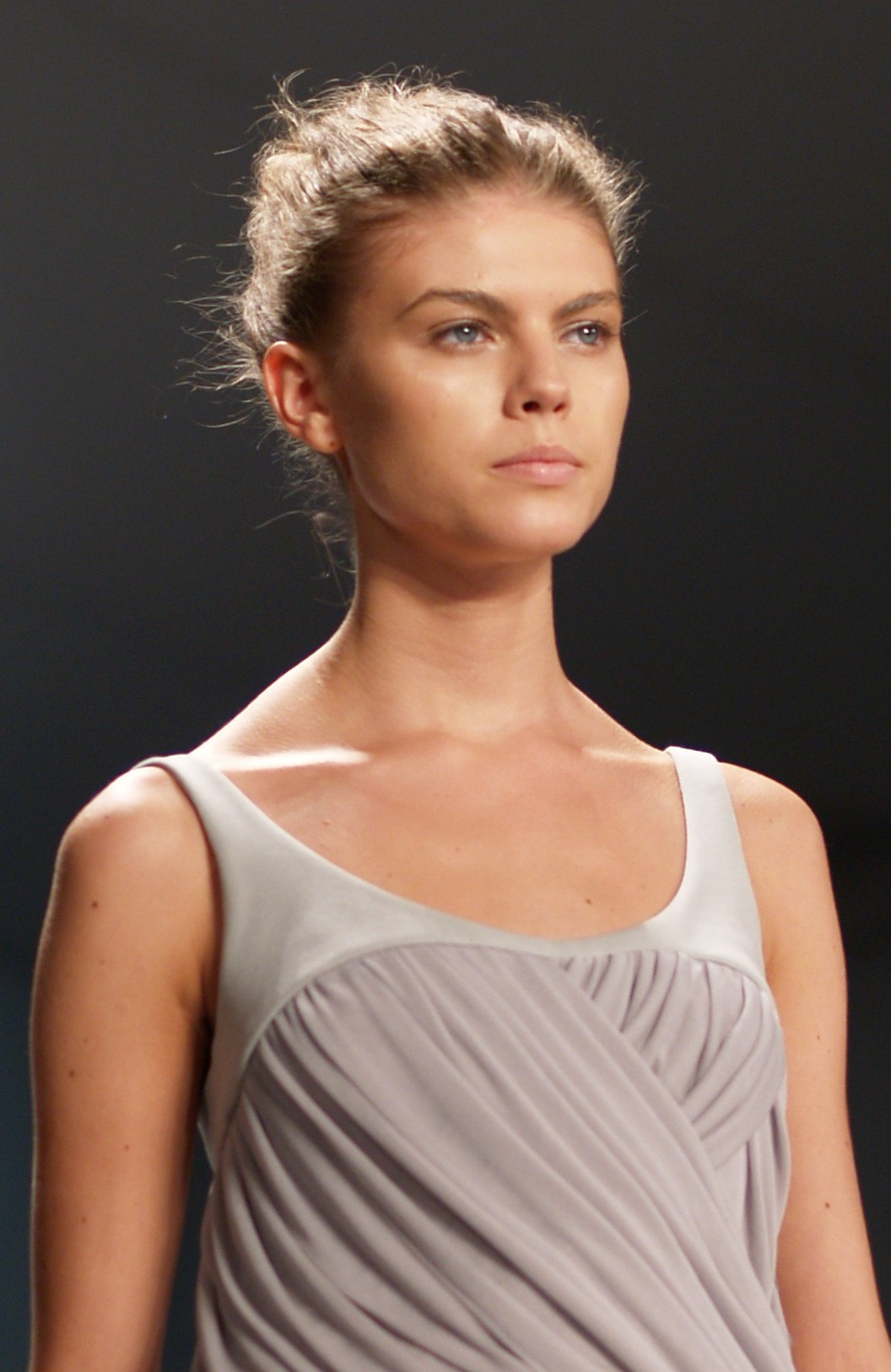
Maryna Linchuk

Maryna Linchuk (belarussisch Марына Лінчук; * 4. September 1987 in Minsk) ist ein belarussisches Model.

## Leben
Zu den größten Erfolgen Maryna Lynchuks gehören ihre Vogue-Covers unter anderem in Deutschland, Spanien und wiederholt in Russland sowie ihre Auftritte in den Fashion Shows Victoria’s Secret seit 2008.
Neben Mat Gordon und Valeria Garcia war sie als „Simone“ Werbegesicht für Escada's Parfüm Moon Sparkle. In der Saison Herbst/Winter 2008 war sie außerdem das Gesicht des Duftes Miss Dior Cherie.
Sie wurde abgebildet für zahlreiche Werbungen namhafter Designer wie Versace, Donna Karan, Dolce & Gabbana oder auch Kenneth Cole, aber auch für Verkaufshäuser wie H&M und Nordstrom.
Auf dem Laufsteg war sie unter anderem für Gucci, Givenchy, Prada und Christian Lacroix zu sehen.
2009 wurde Maryna Linchuk neben Gisele Bündchen, Karlie Kloss und Lara Stone von Vogue Paris zu einem der „30 Models der 2000er“ erklärt.
2013 spielte sie im Musikvideo zu Waves (Robin Schulz Remix) von Mr. Probz und Robin Schulz mit.
Sie ist auf dem Cover des Würth Modelkalenders 2015 abgebildet.